# 金龍寺 (飛騨市)
白雲山金龍寺（きんりゅうじ）は岐阜県飛騨市神岡町東茂住にある曹洞宗の寺院。飛騨三十三観音霊場21番札所である。
寺伝によれば大永年間(1521年から1528年)に開創されたとされるが、開基や開祖については不明である。
江戸時代に入るころには衰退したが、金森氏の下で神岡鉱山の開発に携わった茂住宗貞こと金森宗貞が越前国東郷村(現在の福井市)の永昌寺より通山隣達を招いて中興した。寛延3年(1750年)、火災により伽藍を焼失するが、本尊の釈迦牟尼仏と千手観音像、薬師如来像は難を逃れた。寺を再建する際に中興開基である金森宗貞の屋敷跡に移転する。寺域は金森宗貞屋敷跡として岐阜県の史跡に指定されている。
寺宝として円空作の阿弥陀如来像を所蔵する。また、飛騨市指定無形民俗文化財となっている東茂住の左義長で神体が渡御される場所の一つとなっている。